# Zielebach
Zielebach és un municipi del cantó de Berna (Suïssa), situat al districte de Fraubrunnen i a l'actual districte administratiu d'Emmental.

## Història
Zielebach s'esmenta per primera vegada el 1320 com a Zielebach.
Durant l'edat mitjana, el poble era propietat dels comtes de Kyburg. En algun moment anterior al 1331, Johann von Aarburg va adquirir els drets sobre la terra i els drets de Zwing und Bann. Tanmateix, una dècada després, el 1341 va donar al poble i tots els drets a l'abadia de Sant Urbà. La ciutat de Berna va obtenir drets al poble, fins que el 1514 van incorporar el poble al baili bernès de Landshut. Va romandre part del bail, fins que l'Acta de mediació el 1803 va dissoldre tots els antics bails i Zielebach va passar a formar part del nou districte de Fraubrunnen.
Durant el segle xix es va obrir una fàbrica de ferro al proper poble de Gerlafingen. El 1813, el canal Emme connectava els municipis i Zielebach va començar a donar suport a la fàbrica de Gerlafingen.